# Sinagoga de Monte San Savino
La antigua sinagoga de Monte San Savino es un edificio de culto judío ubicado en via Salomone Fiorentino 13/14.

## Historia
En las primeras décadas del siglo XVII en Monte San Savino se asentó una pequeña pero próspera comunidad judía. Los primeros documentos que atestiguan su presencia datan de 1626 y se refieren a una concesión del marqués de la aldea chianiana, Bertoldo Orsini, a los judíos Elia Passigli y Angelo Pesaro. En concreto, se concedió la licencia para la apertura de un banco de crédito y otras actividades mercantiles]].

## Edificio
La sinagoga, que consta de dos edificios, está ubicada en el camino que formaba el marco central del antiguo gueto. Construida en el siglo XVII, fue renovada entre 1729 y 1732. Originalmente tenía dos pisos más la planta baja, hoy concebible solo desde la posición de las ventanas que actualmente carecen de los pisos. En el piso superior se encontraba la sinagoga, la escuela y, probablemente, la casa del rabino de la comunidad.
El primer cuerpo en la casa número 13 es más bajo que el otro. Algunos piensan que esta ambigua diferencia de altura se debe al colapso sufrido por el huracán que azotó Civitella in Val di Chiana en agosto de finales del siglo XIX. Esta parte del edificio fue reconstruido como se encuentra actualmente - tiene un solo techo inclinado, un portal de sillar y arquibado y dos ventanas rectangulares (se puede ver otro portal amortiguado); en el interior, no pavimentado, hay arcos de pared realizados en el siglo XX para garantizar la estabilidad de los antiguos muros.
El segundo cuerpo, en el número 14, tiene un portal arqueado rebajado y ventanas enmarcadas: en el interior se puede ver, en la parte superior, una ventana pintada todavía bastante bien conservada y el nicho con un marco ya destinado a contener el Arón Ha-Kodesh y, en la parte inferior, los restos de tubos de barro quizás utilizados para el Mikve. Los restos de estucos con molduras y falsas ventanas datan de esa época y aún se pueden ver en la parte superior de la sala. En la casa privada contigua hay un asiento de piedra que la tradición popular suele llamar "el trono del rabino". Las vigas que sobresalen del muro aún indican la altura de las distintas plantas en las que se dividió el edificio, con los servicios públicos de la Comunidad en la parte inferior y en el centro las oficinas y escuelas.

## Expulsión de los judíos
La presencia del núcleo judío en San Savino, que se había establecido en Monte San Savino en 1627, se detuvo abruptamente en mayo de 1799, cuando las familias judías se vieron abrumadas por los movimientos antifranceses y antijacocinanostras los levantamientos de "Viva Maria" y obligadas a abandonar la ciudad. El antiguo cementerio (en Campaccio), el pequeño barrio judío con la casa del rabino y la sinagoga, son algunos de los últimos testimonios que nos han llegado de esa comunidad.

## Actualidad
Después de estos acontecimientos, la sinagoga pasó a la comunidad israelita de Siena, convirtiéndose así en propiedad estatal, luego pasó a manos privadas y finalmente fue adquirida en 1924 por el Municipio de Monte San Savino. Hoy en día el edificio se utiliza para albergar eventos culturales, como el Yom Hazikarón o el Día Europeo de la Cultura Judía, pero junto con el antiguo cementerio judío, corrieron el riesgo de desaparecer debido al abandono y la inclemencia del tiempo. Es gracias, sobre todo al ingeniero aeronáutico Jack Arbib, que reside en Tel Aviv, Israel, que estos símbolos espirituales y culturales fueron restaurados.

## Otros proyectos
- Wikimedia Commons contiene imágenes u otros archivos de la sinagoga di Monte San Savino

- Datos: Q3961374
- Multimedia: Synagogue of Monte San Savino / Q3961374